# Biểu tượng văn hóa

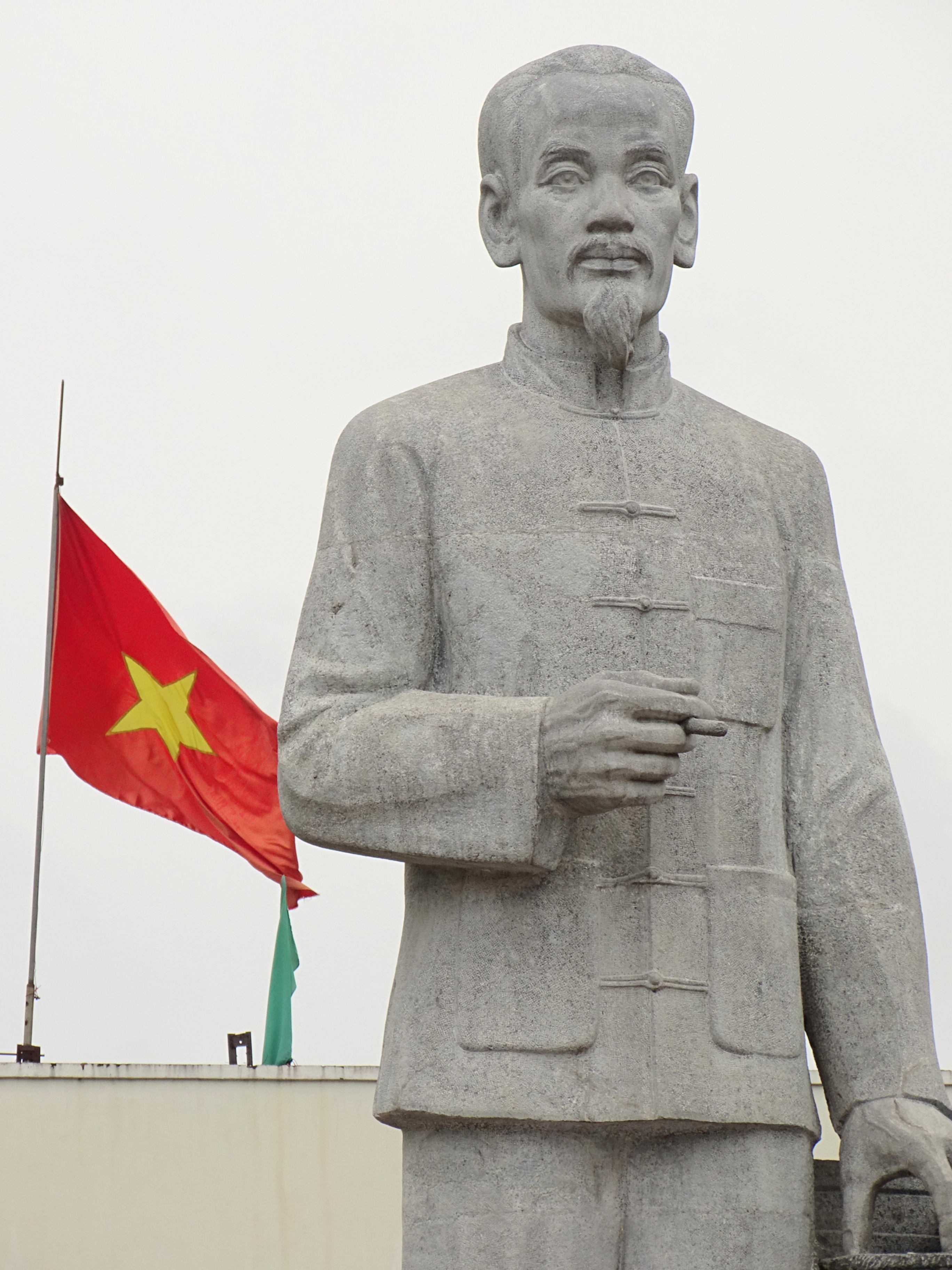
Cờ đỏ sao vàng và tượng Bác, những hình tượng phổ biến trong văn hóa Việt Nam đương đại

Biểu tượng văn hóa (Cultural icon) hay hình ảnh văn hóa hoặc hình tượng văn hóa là một nhân vật hoặc một hiện vật được các thành viên trong nền văn hóa nhất định xác định là đại diện cho nền văn hóa đó. Nhìn chung, các nước trên thế giới đều có biểu tượng của họ và những biểu tượng ấy được nhiều người trên thế giới biết đến, trở thành một trong những "quy ước", định danh quốc tế, và ngay đứa trẻ bắt đầu đi học đã được trang bị những kiến thức về biểu tượng của đất nước mình, chẵng hạn như nước Pháp là gà Gô-loa, tháp Eiffel; nước Úc là hình tượng con chuột túi hoặc chòm sao năm ngôi; nước Mỹ có tượng Nữ thần tự do, Vương quốc Anh là Sư tử hoặc đồng hồ Big Ben, Canada là lá cây phong, Trung Quốc là Vạn lý trường thành, Ai Cập là Kim tự tháp, Nhật Bản là núi Phú Sĩ, New Zealand cho biểu tượng của nước là con chim kiwi và lá dương xỉ bạc.
Quá trình nhận dạng mang tính chủ quan và các "biểu tượng" hay hình tượng được đánh giá theo mức độ chúng có thể được coi là biểu tượng đích thực của nền văn hóa đó. Khi các nhân vật cảm nhận một biểu tượng văn hóa, họ liên hệ nó với nhận thức chung của họ về bản sắc văn hóa được đại diện. Các biểu tượng văn hóa cũng có thể được xác định là sự thể hiện đích thực các hoạt động của nền văn hóa này đối với nền văn hóa khác. Trong văn hóa đại chúng thì thuật ngữ "mang tính biểu tượng" được sử dụng để mô tả nhiều loại người, địa điểm và sự vật. Một số nhà bình luận cho rằng từ "mang tính biểu tượng" đã bị lạm dụng quá mức.  Biểu tượng tôn giáo cũng có thể trở thành biểu tượng văn hóa trong các xã hội nơi tôn giáo và văn hóa gắn bó sâu sắc, chẳng hạn như hình ảnh đại diện Madonna trong các xã hội có truyền thống Công giáo bám rễ.

## Đại cương
Biểu tượng là bất cứ cái gì mang một ý nghĩa cụ thể được các thành viên của một cộng đồng người nhận biết. Âm thanh, đồ vật, hình ảnh, hành động của con người và cả những ký tự của trang viết này đều là biểu tượng văn hóa. Biểu tượng văn hóa thay đổi theo thời gian và cũng khác nhau, thậm chí trái ngược nhau trong những nền văn hóa khác nhau. Gật đầu ở Việt Nam đều được hiểu là đồng ý nhưng ở Bulgaria nó lại có nghĩa là không. Ý nghĩa tượng trưng là nền tảng của mọi nền văn hóa, nó tạo cơ sở thực tế cho những cá nhân trải nghiệm trong các tình huống xã hội và làm cuộc sống trở nên có ý nghĩa. Tuy vậy trong cuộc sống hàng ngày, các thành viên thường không nhận thức được đầy đủ tầm quan trọng của biểu tượng do chúng đã trở nên quá quen thuộc.
Khi thâm nhập vào một nền văn hóa khác, với những biểu tượng văn hóa khác người ta có thể thấy sức mạnh của biểu tượng văn hóa. Nếu sự khác biệt đủ lớn, người thâm nhập có thể bị một cú sốc văn hóa. Trong mọi nền văn hóa, con người đều sắp xếp biểu tượng thành ngôn ngữ, đó là hệ thống các ký hiệu có ý nghĩa chuẩn giúp cho các thành viên trong xã hội có thể truyền đạt được với nhau . Ngôn ngữ có ngôn ngữ nói và ngôn ngữ viết, mọi nền văn hóa đều có ngôn ngữ nói nhưng không phải tất cả đều có ngôn ngữ viết. Ở những nền văn hóa có cả hai loại ngôn ngữ thì ngôn ngữ nói cũng khác với ngôn ngữ viết. Ngôn ngữ là phương tiện quan trọng nhất để chuyển giao văn hóa, làm cho văn hóa có thể được truyền từ thế hệ này sang thế hệ khác.
Ngôn ngữ cũng là nền tảng cho trí tưởng tượng của con người do nó được liên kết bởi các ký hiệu một cách gần như vô hạn. Điều đó giúp cho con người có khả năng thay thế được những nhận thức thông thường về thế giới tạo tiền đề cho sự sáng tạo. Ngôn ngữ quan trọng đến mức Edward Sapir và học trò của ông là Benjamin Whorf đã đưa ra giả thuyết (gọi là Giả thuyết Sapir-Whorf) rằng con người có thể khái niệm hóa thế giới chỉ thông qua ngôn ngữ nên ngôn ngữ đi trước suy nghĩ . Ngôn ngữ ảnh hưởng đến những cảm nhận, suy nghĩ của con người về thế giới đồng thời truyền đạt cho cá nhân những chuẩn tắc, giá trị, sự chấp nhận quan trọng nhất của một nền văn hóa. Chính vì thế, việc du nhập một ngôn ngữ mới vào một xã hội trở thành vấn đề nhạy cảm tại nhiều nơi trên thế giới và là tiêu điểm của các cuộc tranh luận về vấn đề xã hội. Trong quá trình phát triển của xã hội, ngôn ngữ cũng biến đổi: nhiều từ ngữ mất đi, nhiều từ ngữ mới xuất hiện (ví dụ máy tính điện tử ra đời làm xuất hiện những từ ngữ như bộ nhớ truy cập ngẫu nhiên, byte...).

## Các biểu tượng

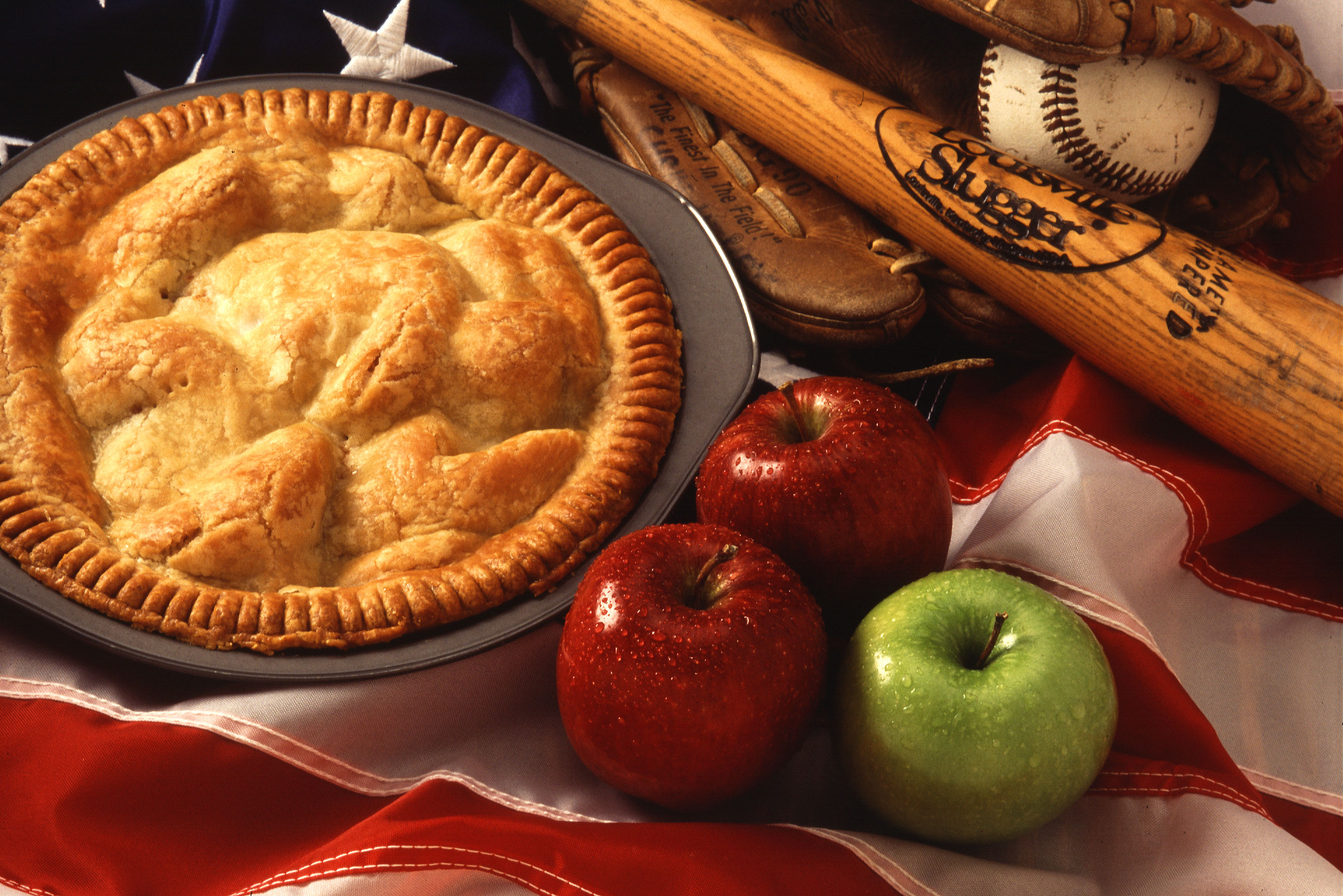
Bánh táo, gậy bóng chày là những hình tượng văn hóa nước Mỹ

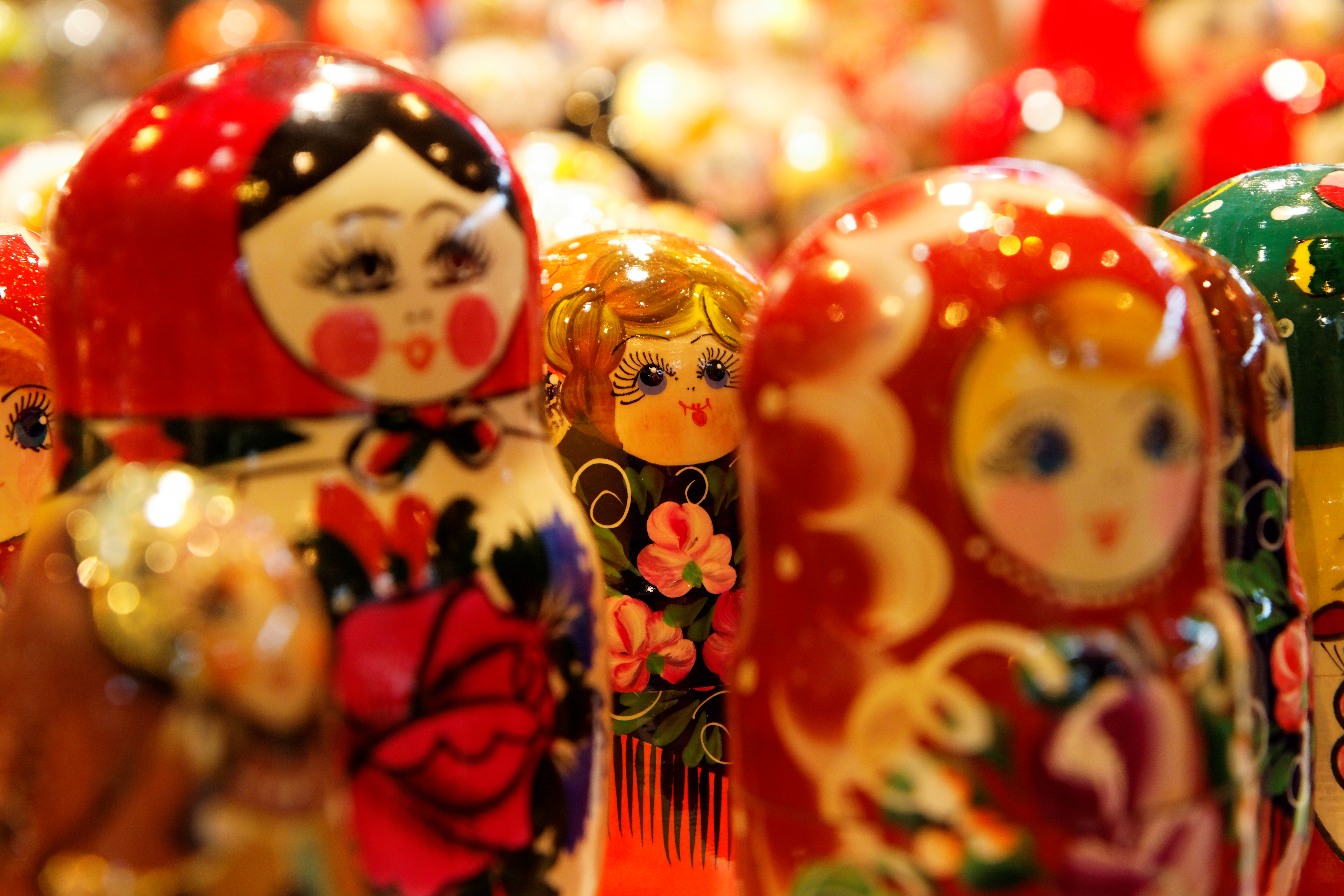
Búp bê Nga là hình tượng đại diện cho nước Nga

Theo Tạp chí Truyền thông Canada thì văn học hàn lâm đã mô tả tất cả những điều sau đây là "biểu tượng văn hóa": Shakespeare, Oprah Winfrey, Batman, An-na tóc hoe, cao bồi, nữ ca sĩ nhạc pop thập niên 1960, hình tượng con ngựa, Las Vegas, thư viện, búp bê Barbie, DNA, và New York Yankees
Một cuộc khảo sát dựa trên trang web được thực hiện vào năm 2006 cho phép công chúng đưa ra ý tưởng của họ về các biểu tượng quốc gia của nước Anh, và kết quả cho thấy nhiều loại biểu tượng khác nhau gắn liền với quan điểm của người Anh về văn hóa Anh, ví dụ là xe buýt hai tầng màu đỏ AEC Routemaster ở Luân Đôn, rồi buồng điện thoại sơn đỏ được xem là biểu tượng văn hóa Anh quốc, Chicago Tribune coi là Taylor Swift một trong những biểu tượng văn hóa Mỹ.
Búp bê Matryoshka (Lật đật Nga) được quốc tế coi là biểu tượng văn hóa của Nga. Ở Liên Xô trước đây, biểu tượng búa liềm và các bức tượng của Vladimir Lenin là biểu tượng quốc gia của Liên Xô, nay thay vào đó đại diện cho những biểu tượng văn hóa nổi bật nhất của đất nước. Các biểu tượng quốc gia có thể trở thành mục tiêu cho những người chống đối hoặc chỉ trích một chế độ, chẳng hạn như đám đông phá hủy tượng Lênin ở Đông Âu sau khi chủ nghĩa cộng sản sụp đổ hoặc người ta thường đốt cờ Mỹ để phản đối hành động của Mỹ ở nước ngoài. Các giá trị, chuẩn mực và lý tưởng được đại diện bởi một biểu tượng văn hóa khác nhau giữa những người đăng ký nó và rộng hơn nữa là những người có thể hiểu các biểu tượng văn hóa là biểu tượng cho những giá trị hoàn toàn khác nhau, như bánh táo là một biểu tượng văn hóa của Hoa Kỳ, nhưng ý nghĩa của nó khác nhau giữa những người Mỹ.